# Johan Huizinga
Johan Huizinga (n. 7 decembrie 1872, Groningen – d. 1 februarie 1945, De Steeg, lângă Arnhem) a fost un istoric, profesor și eseist din Țările de Jos. A studiat literatura orientală la Groningen, apoi la Leipzig, afirmându-se în 1897 cu o teză despre teatrul indian. În 1897–1905 predă istoria la o școală din Haarlem.
După succesul înregistrat cu volumul Originile orașului Haarlem (1905), este numit profesor de istorie medievală și contemporană la Universitatea din Groningen. Din 1915 până în 1942 este profesor la Universitatea din Leiden. În 1938 este ales vicepreședinte al Comitetului internațional pentru cooperare intelectuală al Ligii Națiunilor.
Arestat de naziști în 1941, este eliberat în 1942, dar i se interzice să revină la Leiden. Moare la De Steeg, la 1 februarie 1945.

## Cărți publicate
- Originile orasului Haarlem, 1905
- Amurgul Evului Mediu, 1919
- Erasmus, 1924
- Explorări în istoria civilizației, 1929
- Criza civilizației, 1935
- Homo ludens, 1938